# Championnat de Suisse de hockey sur glace 1928-1929
Saison précédente Saison suivante
La saison 1928-1929 est la 20e saison du championnat de Suisse de hockey sur glace.

## Championnat national

### Qualification Est
- HC Davos - HC Saint-Moritz 5-0 forfait

### Qualification Ouest
- Le 23 décembre 1928 : HC Rosey Gstaad - HC Château-d'Œx 5-0[1] (5-1 selon une autre source[2])

### Finale
- HC Rosey Gstaad - HC Davos 0-5 forfait

Comme les deux clubs ne peuvent se mettre d'accord sur une date pour disputer la finale, le comité de la Ligue suisse de hockey sur glace, réuni le 2 février 1929 à Lausanne, déclare le HC Davos champion par 11 voix contre 6 (et 5 abstentions). Cette issue lui permet de remporter le 3e titre de son histoire.

## Championnat international suisse
Ne limitant pas le nombre de joueurs étrangers, ce championnat n'est pas pris en compte pour le palmarès actuel des champions de Suisse.
- Demi-finales :
  - HC Rosey Gstaad - Star Lausanne HC 8-0
  - HC Davos - HC Saint-Moritz (forfait)

Encore en désaccord avec la Ligue par rapport à la finale du championnat national, Rosey Gstaad cède sa place en finale à Star Lausanne.
- Finale, le 17 février 1929, Davos :
  - HC Davos - Star Lausanne HC 9-0